# História do Espírito Santo (estado)

Bandeira do Estado do Espírito Santo

A História do Espírito Santo é um domínio de estudos de história do Brasil, concentrado na evolução do território e da sociedade capixaba que, canonicamente, se estende desde a tomada de posse da Capitania do Espírito Santo pelo donatário Vasco Fernandes Coutinho, em 1535, até os dias atuais. No entanto, este artigo também contém informações sobre os primeiros habitantes do Espírito Santo, ou seja, o período em que não houve registros escritos sobre as atividades aqui desenvolvidas pelos povos indígenas.
A história dos europeus em território capixaba começou em 23 de maio de 1535, quando os colonizadores portugueses, chefiados pelo donatário Vasco Fernandes Coutinho, desembarcaram na Capitania do Espírito Santo. Nesse mesmo ano, foi fundada a povoação de Vila Velha, o primeiro núcleo populacional da capitania. Na tarefa de catequese dos índios da região, destacou-se a figura de José de Anchieta.
Houve um grande período neste meio tempo ao qual muitos desconhecem, em que o Espírito Santo foi anexado à Bahia, tendo portanto a capital sediada em Salvador.
A proibição da mineração nas Minas Gerais e a presença de tribos hostis no interior contribuíram para que o Espírito Santo se mantivesse por muito tempo como uma capitania essencialmente litorânea. Apenas na segunda metade do século XIX, essa situação modificou-se graças à expansão da lavoura cafeeira. O café, penetrando no extremo sul do estado, proveniente do Rio de Janeiro, garantiu o povoamento do interior.
O plantio do café foi ainda a principal atividade dos imigrantes europeus, especialmente alemães e italianos, que introduziram o regime da pequena propriedade na região serrana. A ocupação do extremo norte ocorreu no início do século XX, graças às primeiras plantações de cacau, estabelecidas por fazendeiros baianos. Mas foi apenas em 1963 que o Espírito Santo adquiriu sua atual configuração geográfica, com a solução da antiga disputa entre o estado e Minas Gerais, relativa à posse da região da Serra dos Aimorés. Pelo acordo, a região foi dividida entre os dois estados.
Atualmente, o Espírito Santo conta com trunfos valiosos na arrancada para o desenvolvimento econômico: uma privilegiada localização geográfica, riquíssimas reservas de minerais radioativos no litoral, um dos maiores portos de minério do mundo e a segunda maior produção de petróleo do Brasil.

## Período pré-cabralino

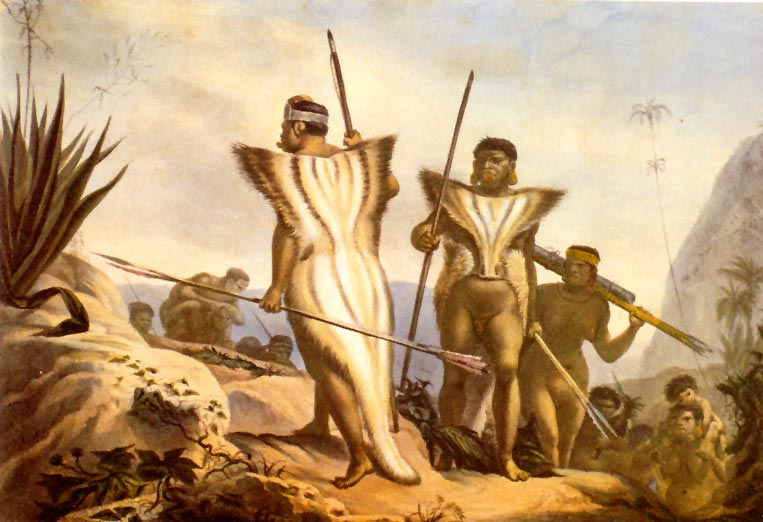
Família de índios botocudos.

No começo do século XVI, a região que hoje é o estado do Espírito Santo era povoada por indígenas do grupo tupinambá, os temiminós, espalhados por quase todo o território, e do grupo jê, os aimorés e os goitacás. Os aimorés eram indígenas violentos os quais, ao que aparenta, moravam na serra que possui sua denominação. Os goitacás se distribuíam pelo sul do Espírito Santo, até os atuais municípios de Campos dos Goytacazes e Cabo Frio, já no Rio de Janeiro.

## As primeiras expedições
A primeira expedição a explorar o litoral do Espírito Santo saiu de Portugal em 1501, pois trazia a bordo o navegador Américo Vespúcio. Em 1502, partia outra expedição, Estêvão da Gama descobriu a ilha da Trindade, a 1.140 km da costa do Espírito Santo. Durante as três primeiras décadas do século XVI não houve qualquer iniciativa de colonização da região.

## Primeiros tempos

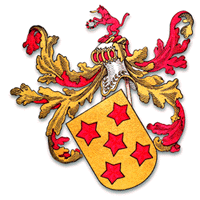
Brasão de Vasco Fernandes Coutinho.

Em 23 de maio de 1535, o fidalgo português Vasco Fernandes Coutinho, veterano das campanhas da África e da Índia, aportou em terras da capitania, que lhe destinara o rei D. João III. Como era um domingo do Espírito Santo, chamou de vila do Espírito Santo a povoação que mandou construir nas terras que lhe couberam: cinquenta léguas de costa, entre os rios Mucuri e Itapemirim, com outro tanto de largo, sertão adentro, a partir do ponto em que terminava, ao norte, o quinhão concedido a Pero de Campos Tourinho, donatário da capitania de Porto Seguro. A Vila do Espírito Santo é hoje a cidade de Vila Velha. Ainda em 1535, a vila passou à capitania, em 1822 a província e em 1889 a estado.
A fixação da vila foi uma história de lutas, pois os nativos não entregaram aos portugueses, sem resistência, suas roças e malocas. Recuaram até a floresta, onde se concentraram para iniciar uma luta de guerrilhas que se prolongou, com pequenas tréguas, até meados do século XVII. Foi assim das mais duras a empresa cometida a Vasco Fernandes Coutinho. Para o patriarca do Espírito Santo a capitania foi um prêmio se transformou em castigo; teve de empenhar todos os haveres para conservar sua vila acabou por morrer pobre e desvalido.
Além da insubmissão dos indígenas, o donatário teve de enfrentar as dissensões entre os portugueses. A seus companheiros Jorge de Meneses e Duarte Lemos concedera extensas sesmarias, usando os poderes que recebera juntamente com a carta de doação. Com isso, criou dois rivais implacáveis.

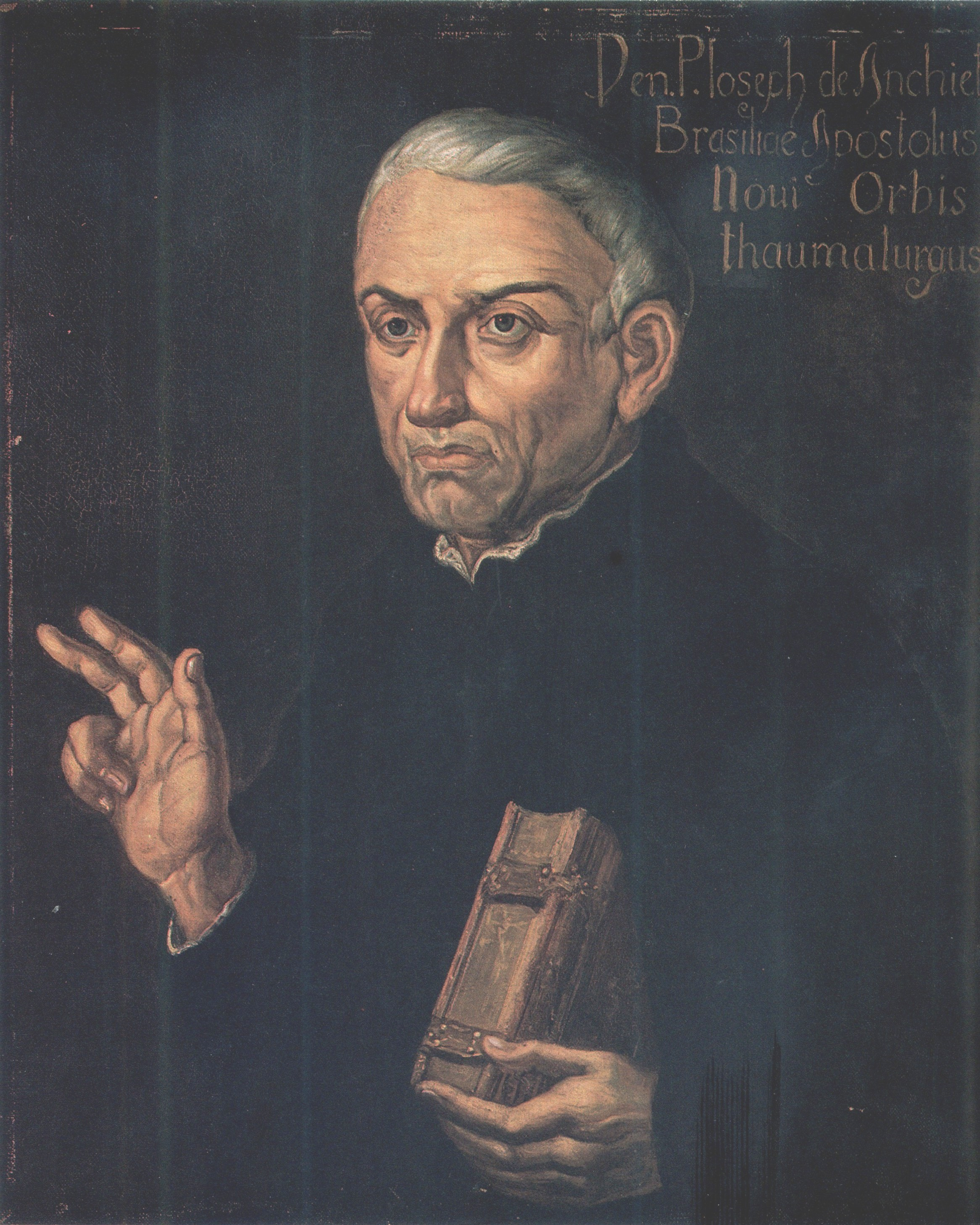
José de Anchieta (1534-1597).

Duarte de Lemos fundou Vitória — chamada  de Vila Nova — na ilha de Santo Antônio, em posição estratégica,mais vantajosa que Vila Velha para a defesa contra os constantes ataques dos silvícolas.Para lá se transferiu a sede da capitania. À mesma época, chegaram os missionários jesuítas, empenhados na catequese, o que provocou choques com os colonos, que preferiam a dominação do gentio pela escravidão. A presença do padre José de Anchieta deu um sentido muito especial à ação dos padres da Companhia de Jesus em terras do Espírito Santo. Desde 1561, Anchieta elegera para seu refúgio a aldeia de Reritiba, de onde teve de se afastar constantemente, em virtude de seus encargos, ora em São Paulo, no Rio de Janeiro ou na Bahia. Dois poemas escreveu ele em Reritiba: "De Beata Virgine dei Marte Maria" ("Da Santa Virgem Maria Mãe de Deus") e "De gestis Mendi de Saa" ("Dos feitos de Mem de Sá"). Neste último, está descrita a Batalha do Cricaré, epopeia de uma esquadra enviada da Bahia por Mem de Sá, governador-geral do Brasil, em socorro a Vasco Fernandes Coutinho e sua gente, que estavam sob cerco dos tamoios na ilha de Vitória. A maior força dos gentios estava concentrada numa aldeia fortificada junto ao rio Cricaré. Ali ocorreu a batalha decisiva, em 22 de maio de 1558. Os portugueses, embora vitoriosos, sofreram pesadas baixas. Entre os mortos estavam o próprio filho de Mem de Sá, Fernão de Sá, que comandava a esquadra; e dois filhos de Caramuru (Diogo Álvares Correia) com a índia Paraguaçu.

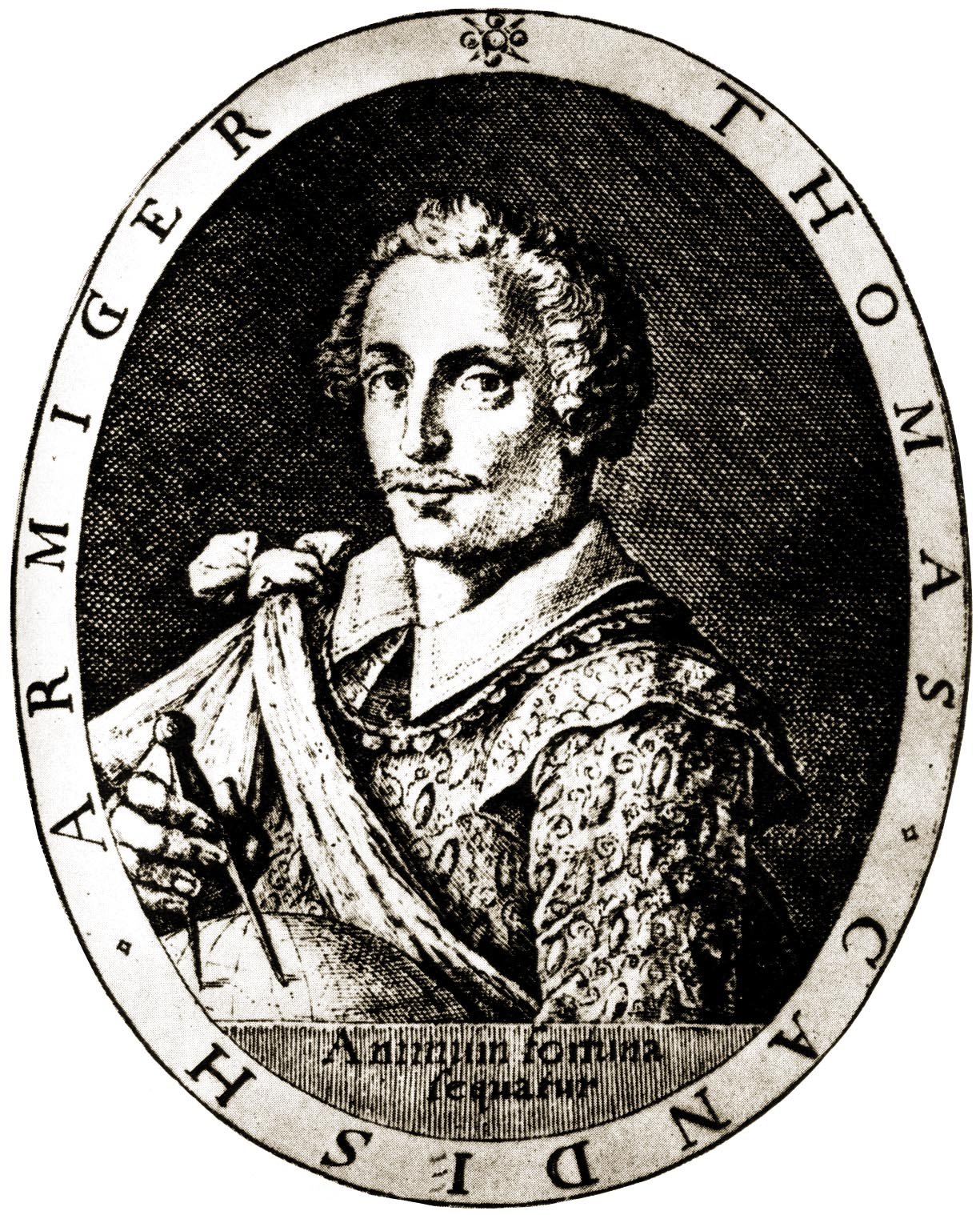
Thomas Cavendish (1555-1592)

A posição estratégica da capitania, dada a proximidade com o Rio de Janeiro, ocasionou algumas tentativas estrangeiras de invasão. Em 1592, os capixabas rechaçaram uma investida dos ingleses, sob o comando de Thomas Cavendish. Em 1625, o donatário Francisco de Aguiar Coutinho enfrentou a primeira investida dos holandeses, comandados por Pieter Pieterszoon Heyn, luta em que se destacou a heroína capixaba Maria Ortiz. Em 1640, com sete navios, os holandeses atacaram novamente o Espírito Santo, sob o comando do coronel Koin. Conseguiram desembarcar 400 homens, mas foram repelidos pelo capitão-mor João Dias Guedes e não se firmaram em Vitória. Atacaram então Vila Velha, de onde foram também rechaçados. O governo colonial, diante de tão repetidos ataques, resolveu destacar para Vitória quarenta infantes da tropa regular. Nessa oportunidade a capitania progride e Koin captura duas naus carregadas de açúcar que, atingidas pelo fogo de terra, ficam com a carga quase toda avariada.
O esgotamento da população, que nos primeiros tempos, por diversas vezes, ameaçara desertar a capitania, bem como a incapacidade de dar seguimento a sua incipiente agricultura, denunciavam a fraqueza dos alicerces em que se baseava a colonização local. Também aí os recursos particulares revelaram-se insuficientes para manter empresa tão árdua e onerosa.
Em 1627, morreu o donatário Francisco de Aguiar Coutinho, cujo sucessor, Ambrósio de Aguiar Coutinho, não se interessou pelo senhorio e continuou como governador nos Açores. Sucederam-se os capitães-mores, com frequentes e sérias divergências entre eles e os oficiais da câmara. Ao atingir a maioridade, em 1667, Antônio Luís Gonçalves da Câmara Coutinho, último descendente do primeiro donatário, conseguiu a nomeação para capitão-mor de Antônio Mendes de Figueiredo, governante operoso e estimado. Em 1674 efetuou-se a compra do território ao último donatário da família Câmara Coutinho pelo fidalgo baiano Francisco Gil de Araújo, por quarenta mil cruzados, transação confirmada por carta régia de 18 de março de 1675.

## Esmeraldas

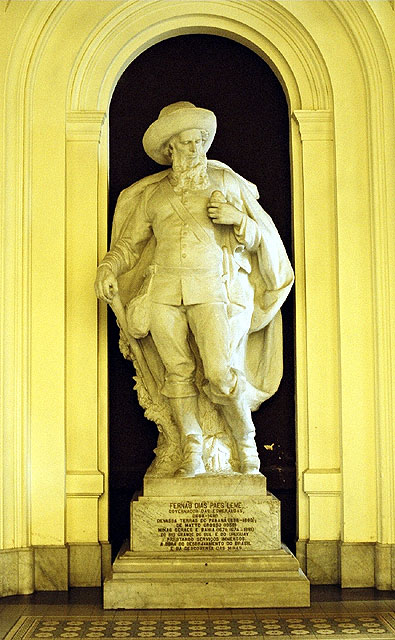
Escultura de Fernão Dias Pais, exposta no Museu Paulista.

No governo do novo donatário, o comércio e a lavoura se desenvolveram, mas foi totalmente frustrado o motivo principal da compra da capitania: o descobrimento das "pedras verdes" — as esmeraldas. Essa busca começara por iniciativa do governo-geral. As expedições iniciais, denominadas por alguns historiadores "ciclo espírito-santense", incluem-se na categoria das entradas. Na verdade, o ciclo limitou-se a poucas expedições relevantes, cuja importância está menos nos resultados obtidos, do que na dinamização do interesse pela área e em um maior conhecimento do interior. Entre as mais destacadas, contam-se as de Diogo Martins Cão (1596), Marcos de Azeredo (1611) e Agostinho Barbalho de Bezerra (1664), que vasculharam as imediações do rio Doce. Francisco Gil de Araújo fundou a vila de Nossa Senhora de Guarapari e construiu os fortes do Monte do Carmo e de São Francisco Xavier; o de São João, encontrado em ruínas, foi reconstruído.
Gil de Araújo promoveu 14 entradas através do rio Doce, dirigidas à serra das Esmeraldas, as quais podem ter travado contato com os paulistas de Fernão Dias Pais. Da grande atividade e do vultoso emprego de capital realizados por Francisco Gil não tesultou qualquer descoberta metalífera, embora se tenham produzido alguns fruros na valorização das terras, pelo estabelecimento de povoadores e criação de novos engenhos. Os lucros, de qualquer modo, não compensaram o investimento feito. Seu filho e herdeiro, talvez por esse motivo, preferiu conservar-se ausente do senhorio e, por morte deste, a capitania tornou-se devoluta, sendo vendida à coroa por Cosme Rolim de Moura, primo do último donatário. Em consequência, ficou o Espírito Santo submetido à jurisdição da Bahia, e seu governo sempre a cargo de displicentes capitães-mores.

Durante o século XVIII ainda perdurou o interesse pela mineração, reanimado pela descoberta de Antônio Rodrigues Arzão de pequena quantidade de ouro no rio Doce, em 1692. Seguiram-se numerosas entradas, dando início à abertura do caminho para as Minas Gerais, enquanto as jazidas do Castelo e outras atraíam moradores de capitanias vizinhas. Assistiu-se a um novo impulso de conquista e ocupação do interior, e as concessões de sesmarias favoreceram a fixação dos colonos mais empreendedores. O movimento desperrou a atenção das auroridades baianas, e acabou prejudicado pelos cuidados do monopólio real e receio de invasão estrangeira às Minas Gerais a partir do Espíriro Santo. Tomaram-se então medidas para fortificar melhor a capitania, enquanto por ordem do rei ficou proibido o prosseguimento das explorações. Impediu-se a abertura de entradas para as minas. A capitania defendia-se de surpresas marítimas e ficava isolada pelas defesas naturais: florestas cerradas e  por índios que lutavam por seus territórios. A colonização, portanto, continuou sem maiores progressos, embora em 1741 fosse criada a comarca de Vitória, que abrangia São Salvador de Campos e São João da Barra. Em 1747 o ouvidor Manuel Nunes Macedo assim descrevia a situação de Vitória:
| “ | Aqui não há cadeia nem Casa de Câmara, por terem caído de todo e não cuidarem os meus antecessores na sua reedificação (...) pois a Câmara não tem rendimento algum. | ” |
|   | — Manuel Nunes Macedo. |   |

É certo que a obstinação dos mineradores e as melhorias efetuadas no sistema de defesa acabaram por diminuir o rigor das proibições e, em 1758, de acordo com ordem régia, abriu-se um caminho para as minas e estabeleceu-se um posro de quitação na vila de Campos.

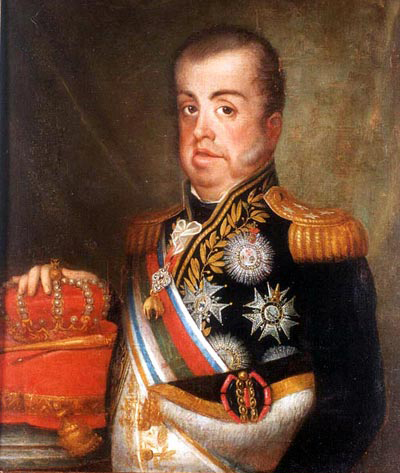
Dom João VI.

Em 1797, o regente D. João dirigiu-se ao governador da Bahia nesses termos: 
| “ | Sendo-me devido em particular o reanimar a quase extinta capitania do Espírito Santo, confiada até agora a ignorantes e pouco zelosos capitães-mores, fui servido nomear para a mesma governador particular, que ora vos fica subalterno, e escolher um nome de conhecidas luzes e préstimo na pessoa do capitão-de-fragata Antônio Pires da Silva Pontes. | ” |
|   | — Dom João VI. |   |

O novo governador assumiu o cargo em 29 de março de 1800. A obra de recuperação teve como objetivo principal melhores comunicações com a de Minas Gerais. Em 8 de outubro do mesmo ano, Silva Pontes assinou o auto, conjuntamente com o representante do governo de Minas, que regulou a cobrança de impostos entre as duas capitanias. Interessou-se também pela navegação do rio Doce, por abertura de estradas, pela ampliação dos cultivos e pelo povoamento da terra. Em 1810 a capitania tornou-se autônoma em relação à Bahia, e passou a depender diretamente do governo-geral. Governou na época Manuel Vieira de Albuquerque Tovar, que não se afastou do programa de Silva Pontes. Deu o nome de Linhares às antigas ruínas da aldeia de Coutins.
O período colonial encerrou-se sob melhores auspícios, sobretudo em função da diligência de Francisco Alberro Rubim, nomeado governador em 1812. Rubim foi o autor da "Memória estatística da capitania do Espírito Santo", realizada em 1817, na qual afirmou haver na época na capitania 24.587 habitantes, seis vilas, oito povoados e oito freguesias. Consolidara-se a ocupação do território e ampliara-se a base demográfica. Em face das dificuldades enfrentadas, esses dados revelam um progresso nada desprezível.
Em 20 de março de 1820 foi empossado como governador Baltazar de Sousa Botelho de Vasconcelos, a quem coube enfrentar os dias agitados da independência e passar a administração à junta do governo provisório. Antes mesmo de promulgada a constituição do império, foi nomeado presidente da província o ouvidor Inácio Acióli de Vasconcelos.

## Desenvolvimento da província

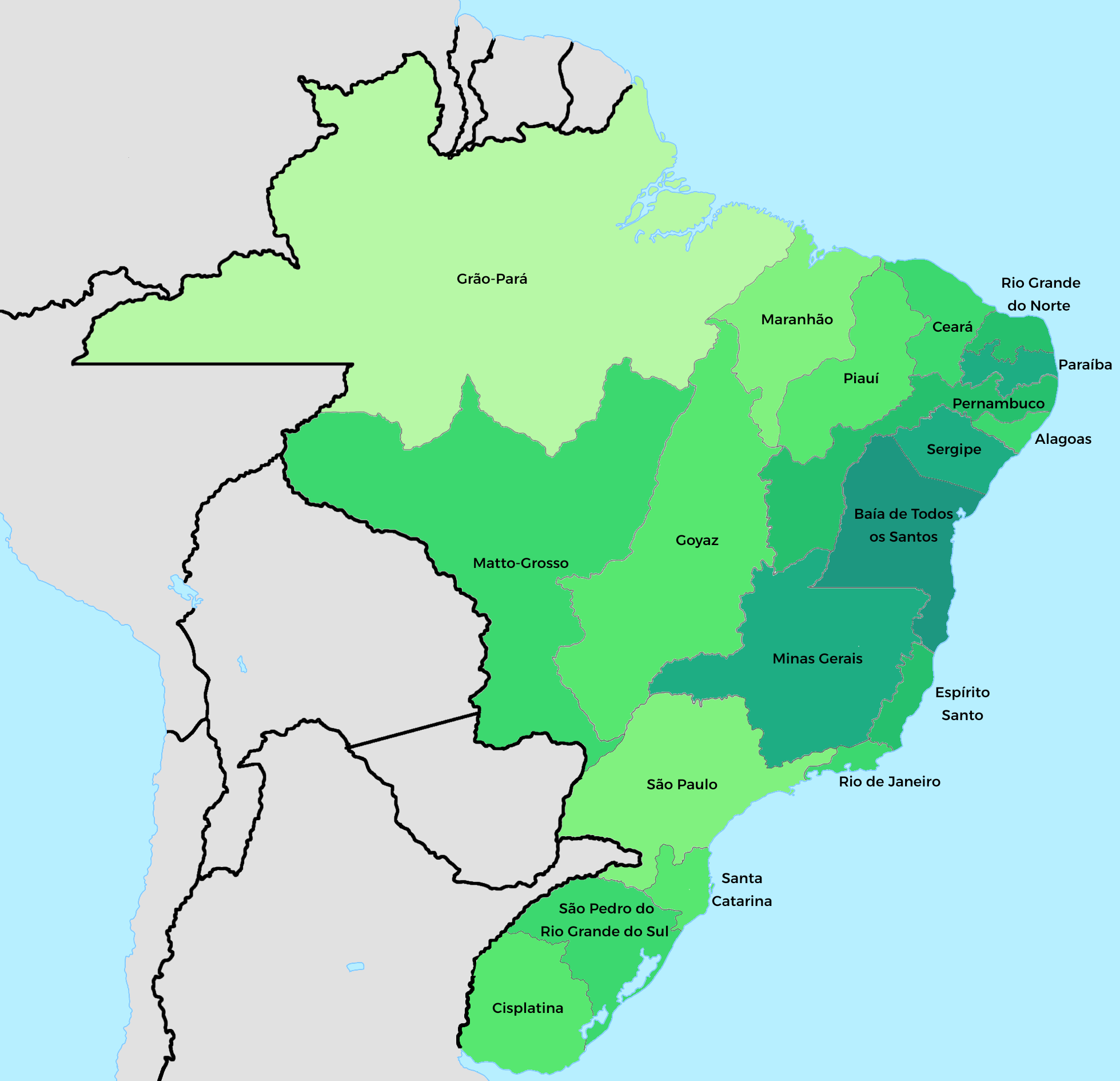
Províncias imperiais do Brasil em 1822.

Durante o movimento de independência, em março e abril de 1821, ocorreram várias comoções políticas no Espírito Santo, enquanto se procedia à escolha de seus representantes às cortes de Lisboa. Após a proclamação da autonomia brasileira, foi dado total apoio à nova realidade política, e em 1º de outubro de 1822, reconhecido imediatamente D. Pedro na condição de imperador do Brasil.
O governo provincial enfrentou séria crise econômica nos primeiros anos da década de 1820, ocasionada pelo estrangulamento da produção agrícola em razão da prolongada estiagem. Mesmo assim, iniciou a cultura cafeeira. Para tanto, incentivou o aproveitamento de terras por colonos estrangeiros, o que se deu simultaneamente à chegada de fazendeiros fluminenses, mineiros e paulistas. A exemplo das demais províncias do sul, no Espírito Santo essa experiência colonizadora baseou-se na pequena propriedade agrícola, que logo se estendeu ao longo da zona serrana central, em contraste com as áreas do sul daquela região, onde predominava a grande propriedade.
Em 1846 fundou-se a colônia de Santa Isabel com imigrantes alemães de Hunsrück e em 1855 uma sociedade particular — depois encampada pelo governo — criou a colônia do Rio Novo com famílias suíças, alemãs, holandesas e portuguesas. Entre 1856 e 1862 houve considerável afluência de imigrantes alemães para a colônia de Santa Leopoldina, que tinha por sede o porto de Cachoeiro de Itapemirim, no rio Itapemirim, a cinquenta quilômetros da foz, no sul do estado. Rapidamente as antigas áreas de pastoreio pontilharam-se de pequenos estabelecimentos agrícolas, que demonstraram grande força expansiva. As colônias de Santa Isabel e Santa Leopoldina,por exemplo, criaram desdobramentos através de todo o planalto, entre os rios Jucu e Santa Maria, e mais tarde atravessaram o rio Doce.
No processo de colonização enfrentaram os imigrantes, a par de outras dificuldades, o sério problema indígena na região do rio Doce. Malgrado os esforços de aldeamento e as tentativas de utilização de sua mão-de-obra, sucediam-se os choques com os colonos, e chegou mesmo a verificar-se grave contenda entre índios e moradores de Cachoeiro de Itapemirim, como elevado número de mortos e feridos, em 1825. Duas décadas depois, o comendador e futuro barão de Itapemirim, Joaquim Marcelino da Silva Lima, ainda tentou organizar um grande aldeamento à base de terras devolutas.

## Influência da agricultura rural
Na república, o estado concorreu eficazmente para o progresso do país. Os canaviais haviam sido substituídos pelos cafeeiros. Ainda não tinha sido fundada nenhuma usina. Os engenhos centrais pouco a pouco desapareciam. Além de fazendeiros capixabas, que passam a cultivar o café, vieram também, com o mesmo propósito, fluminenses, mineiros e até paulistas, como o barão de Itapemirim.

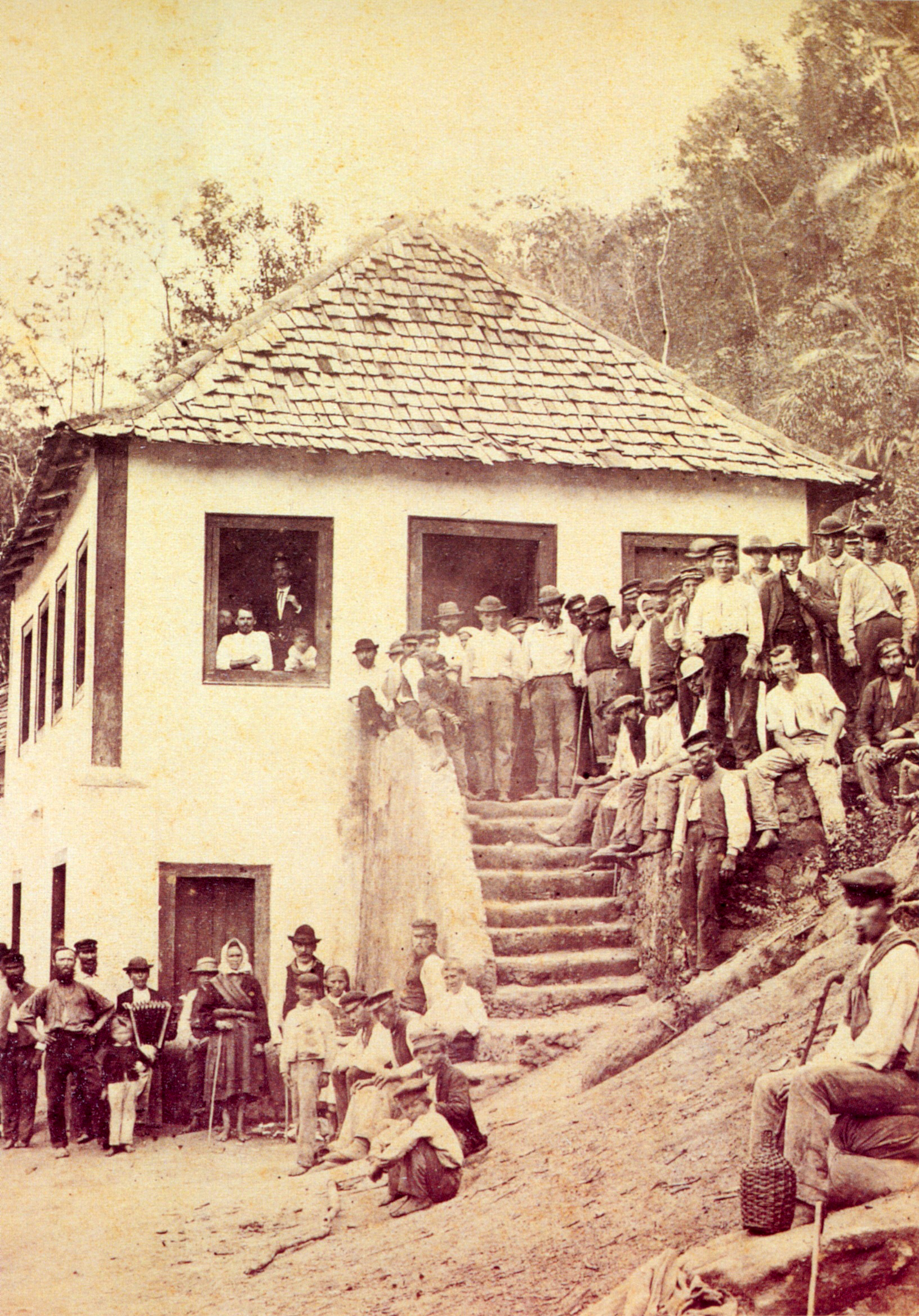
Imigrantes alemães e luxemburgueses na colônia Santa Leopoldina na província do Espírito Santo, 1875

Graças ao trabalho profícuo desses colonos, quando se aboliu a escravidão dos negros — o que derrocou as grandes fazendas, de imediato ou não — a economia do Espírito Santo resistiu e proporcionou aos seus presidentes, depois de proclamada a república, os meios necessários para empreendimentos como a construção de estradas de ferro, expansão do ensino e organização de planos urbanos, com Muniz Freire; instalação de água, luz, esgoto, bondes elétricos, de um parque industrial, de uma usina elétrica e de uma usina de açúcar em Cachoeiro de Itapemirim e na vila de Itapemirim, de uma fazenda-modelo em Cariacica, além de reforma da instrução pública e construção de grupos escolares e de pontes entre Vitória e o litoral e Colatina e o norte do rio Doce. Essas e outras obras foram realizadas com recursos provenientes sobretudo do café produzido pelas colônias de emigrantes europeus organizadas desde a monarquia.
Com a irradiação ferroviária que o café suscitou em meados do século XIX, o Espírito Santo beneficiou-se da rede de leitos, cujo centro estava em Campos dos Goitacases e que estabelecia comunicações entre duas importantes áreas cafeeiras: a Zona da Mata, em Minas, e o sul capixaba. Apesar de situada fora da região de cultivo, a cidade de Vitória foi a que mais progrediu sob o surto daquela lavoura, e já em 1879 processaram-se os primeiros estudos destinados à construção do porto, que deveria escoar toda a produção da província. Atendendo às novas exigências, em meados do século começou a funcionar a imprensa capixaba, com a circulação do jornal O Correio da Vitória, de propriedade de Pedro Antônio de Azeredo, a partir de 1849.
Em 1850 a configuração territorial do Espírito Santo já assinalava a existência de dez municípios: Vitória, Serra, Nova Almeida, Linhares, São Mateus, Espírito Santo, Guarapari, Benevente (hoje Anchieta) e Itapemirim. Pouco antes a província perdera parte de suas terras,> em virtude da desanexação de Campos dos Goitacases e São João da Barra, restituídas ao Rio de Janeiro em 1832. E em 1900 acabou  a guerra.

## Abolição
No final do século XIX, os capixabas, sobretudo a intelectualidade, aderiram ao movimento abolicionista. A exemplo do que aconteceu nas demais províncias, surgiram associações ligadas à emancipação, como a Sociedade Abolicionista do Espírito Santo (1869) ao lado de acirrada campanha jornalística e parlamentar. No próprio edifício da Câmara Municipal de Vitória fundou-se uma sociedade libertadora (1883). Durante a propaganda, evocava-se a crueldade dos castigos infligidos aos escravos, como sucedera após a insurreição de cerca de 200 negros no distrito de Queimados, em 1849.
A abolição da escravatura, no entanto, conduziu os grandes proprietários à ruína, em virtude da privação da tradicional mão-de-obra. Assim, com o advento da república, o primeiro governador do estado não encontrou condições materiais para levar a efeito os planos preconizados pela propaganda republicana. As finanças da antiga província encontravam-se exauridas.

## Século XX

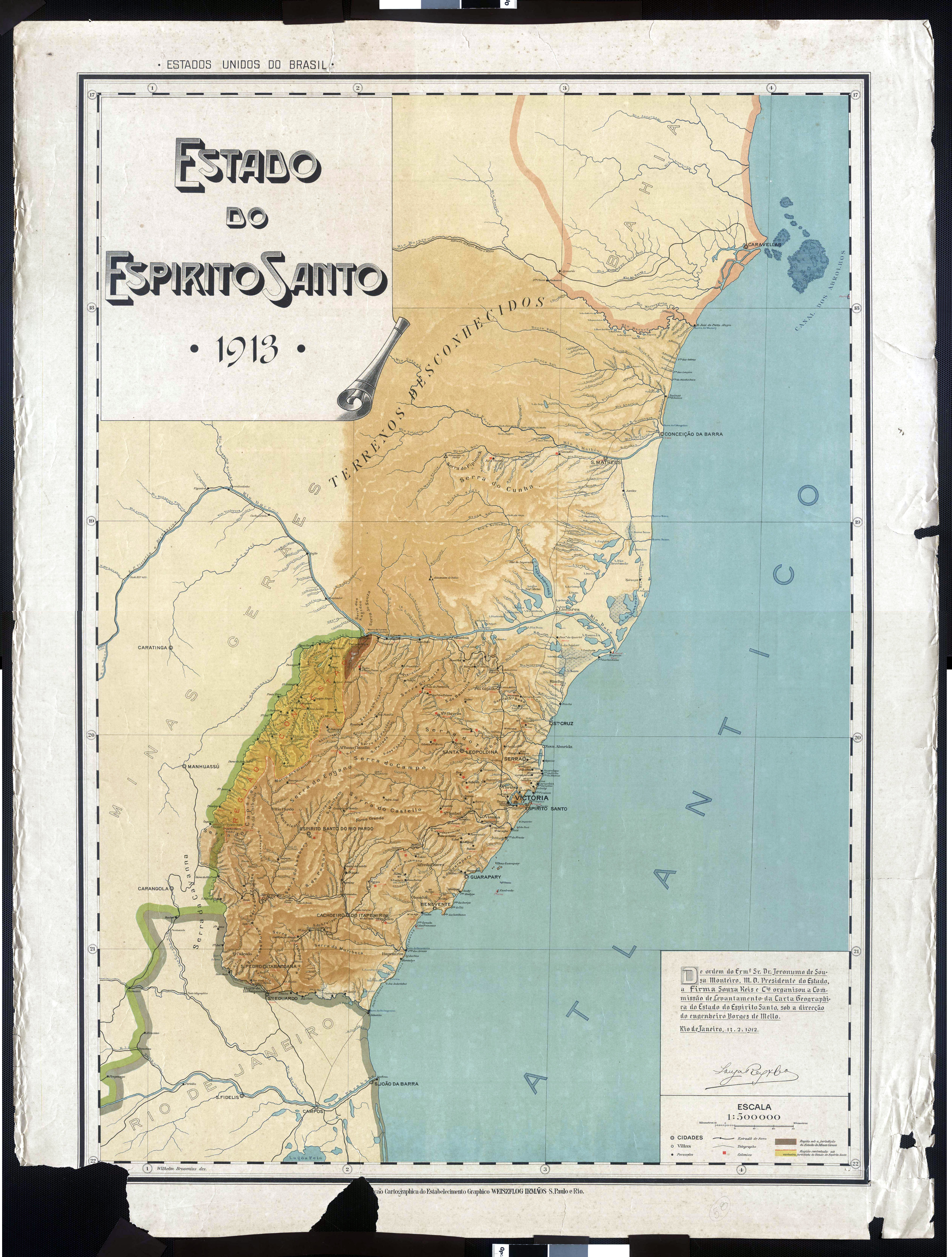
Mapa do Espírito Santo em 1913

Ainda no final do século XIX, coincidindo com a fixação da constituição estadual (1891 e 1892), o governador eleito recorreu a reformas e incentivos econômicos que deram novo impulso ao estado. A fim de assegurar uma receita mais sólida, levantou empréstimos externos, que favoreceram a lavoura cafeeira e permitiram maiores investimentos agrícolas. O Espírito Santo obteve assim uma arrecadação cinco vezes mais alta que a da antiga província. Efetuou-se o saneamento de Vitória e em 1895 foi inaugurado o primeiro trecho da Estrada de Ferro Sul do Espírito Santo, entre Porto de Argolas e Jabaeté.

## Evolução econômica
A ocupação do norte do Espírito Santo só começou nas primeiras décadas do século XX, e ganhou novo impulso depois da construção da ponte de Colatina sobre o rio Doce, inaugurada em 1928. A economia capixaba contou com a migração de contingentes do sul e do centro do país para aquela área, e assim firmou-se o cultivo do café, que respondeu por 95% da receita em 1903. Durante a primeira guerra mundial, o porto de Vitória figurava como o segundo grande exportador nacional.
Com a Revolução de 1930 assumiu a direção do estado, na qualidade de interventor, João Punaro Bley, mantido pelo Estado Novo até 1943, e sob cuja administração se iniciaram obras para ampliar o porto de Vitória e para construção de cais de minério, este arrendado em 1942 pela Companhia Vale do Rio Doce. No governo de Jones dos Santos Neves, em 1945, foi criada a Universidade Federal do Espírito Santo (UFES), primeira iniciativa referente ao ensino superior no estado. Para ampliar a exportação de minério de ferro oriundo de Minas Gerais, a Companhia Vale do Rio Doce construiu o porto de Tubarão, em Vitória, com capacidade para estocar um milhão de toneladas de minério, receber navios de até cem mil toneladas e carrega-los a um ritmo de seis mil toneladas por hora. As obras foram iniciadas em 1966 e terminadas em tempo recorde. Situado dez quilômetros ao norte da capital, é um dos maiores portos de minério do mundo. Com a transferência para Tubarão da maior parte da exportação de minério de ferro, o porto de Vitória ficou liberado para outras aplicações.
Com a instalação de Tubarão a região foi dotada de uma infraestrutura que propiciou o surgimento de um novo complexo industrial, do qual faz parte uma usina de pelotização de minério de ferro, com capacidade de produção de dois milhões de toneladas anuais. Em 29 de novembro de 1983, dez anos depois de iniciadas as obras, foi inaugurada a Usina Siderúrgica de Tubarão, que representou um investimento total de três bilhões de dólares. A fase foi marcada por um intenso esforço de industrialização promovido pela Companhia de Desenvolvimento Econômico do Espírito Santo (Codesp), mais tarde transformada no Banco de Desenvolvimento do Espírito Santo (Bandes). Instalaram-se fábricas de café solúvel, massas alimentícias, chocolates, azulejos e conservas de frutas, e aprovaram-se projetos para a implantação de fábricas de laticínios, calçados, material elétrico, óleos comestíveis e sucos cítricos.

## Século XXI

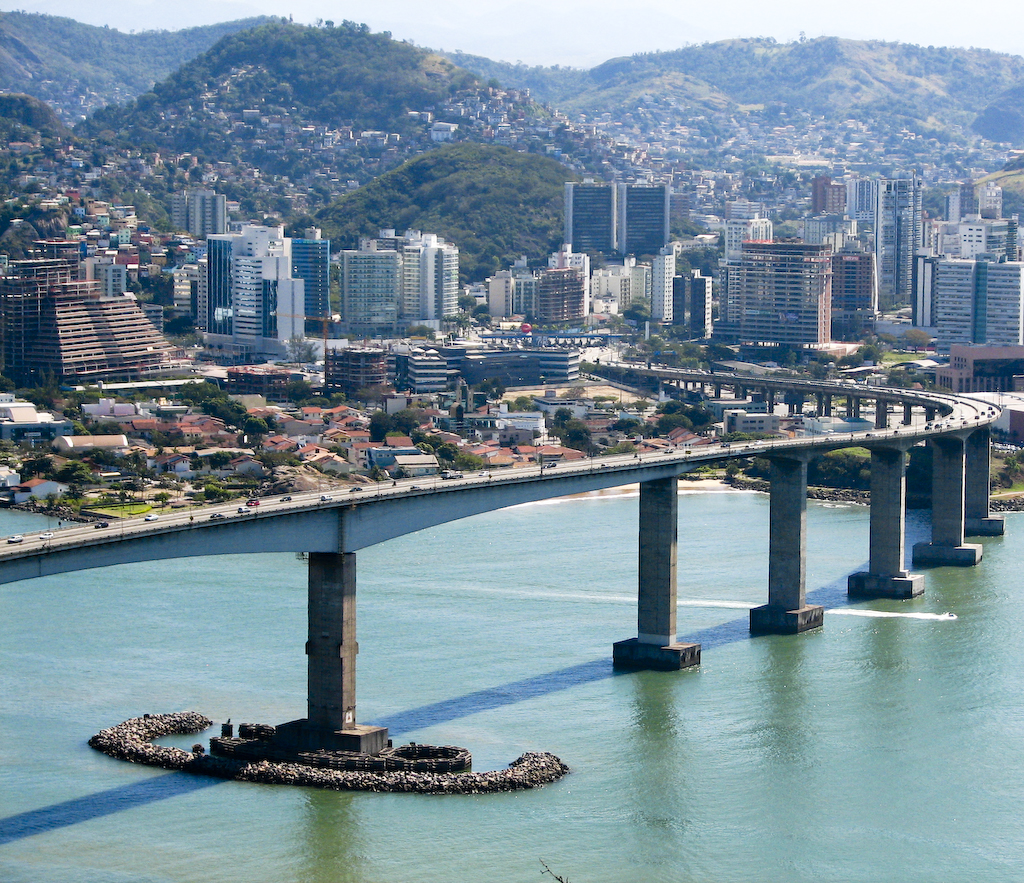
Vista da Terceira Ponte, entre Vitória e Vila Velha.

Em novembro de 2007, é inaugurada a expansão da siderúrgica Arcelor Mittal Tubarão (ex-Companhia Siderúrgica de Tubarão) para ampliar a produção anual de placas de aço de 5 milhões para 7,5 milhões de toneladas. O estado é o maior produtor de placas de aço do Brasil.
Em abril de 2008, a Polícia Federal realiza a Operação Auxílio-Sufrágio, que desmantela uma quadrilha especializada em fraudes contra a Previdência Social no estado. O deputado estadual Wolmar Campostrini (PDT) é acusado de ser líder do esquema. Por causa de trâmites burocráticos, as investigações ainda não foram concluídas e Campostrini mantém o cargo.
Em outubro de 2008, o prefeito da capital, João Coser (PT) é reeleito em primeiro turno. Em 2010, Renato Casagrande (PSB) é eleito governador no primeiro turno, com 82,3% dos votos.
A partir de 2006, a precariedade dos presídios passa a ser noticiada, pois provoca rebeliões, assassinatos e até esquartejamentos (na Casa de Custódia de Viana); em 2009, presos são mantidos em contêineres de aço, sem ventilação adequada, por falta de celas. Em março de 2010, essa situação é discutida em um painel na Comissão de Direitos Humanos das Nações Unidas. Cumprindo parcialmente compromissos assumidos, o governo desativa as celas metálicas e demole a Casa de Custódia de Viana, em maio de 2010. Em outubro, sete penitenciárias foram vistoriadas por uma comissão liderada pelo Conselho de Defesa dos Direitos da Pessoa Humana e da Ordem dos Advogados do Brasil. O relatório, a ser entregue à Procuradoria Geral da República, sugere providências urgentes e intervenção federal no sistema penitenciário do estado.